# Chiesa dei Francescani
La chiesa dei Francescani, in tedesco Franziskanerkirche, è una chiesa monastica di Bolzano, in Alto Adige.
Situata a ridosso del centro storico cittadino, in via dei Francescani, è un notevole esempio di architettura gotica che ha subito varie modifiche agli interni soprattutto fra la fine del Duecento e il Quattrocento.
Dopo i danni della seconda guerra mondiale ha subito una notevole ricostruzione, perdendo però i numerosi affreschi che decoravano le pareti interne. La chiesa conserva un importante altare ligneo di Hans Klocker, considerato una delle più insigni opere d'arte gotica conservate a Bolzano. Di notevole pregio anche il chiostro annesso, decorato da un ciclo di affreschi risalenti al Trecento.

## Storia

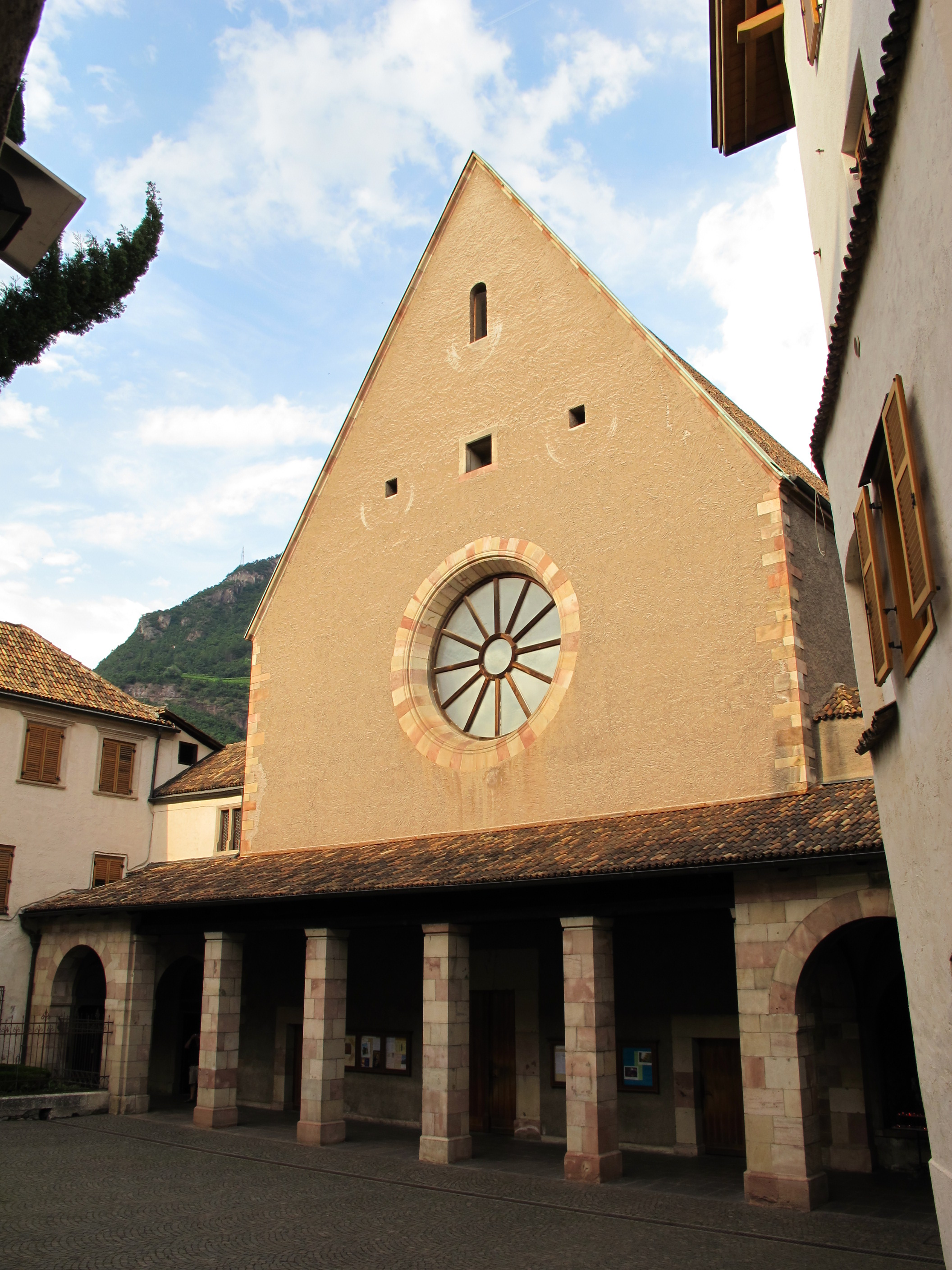
La facciata della chiesa.

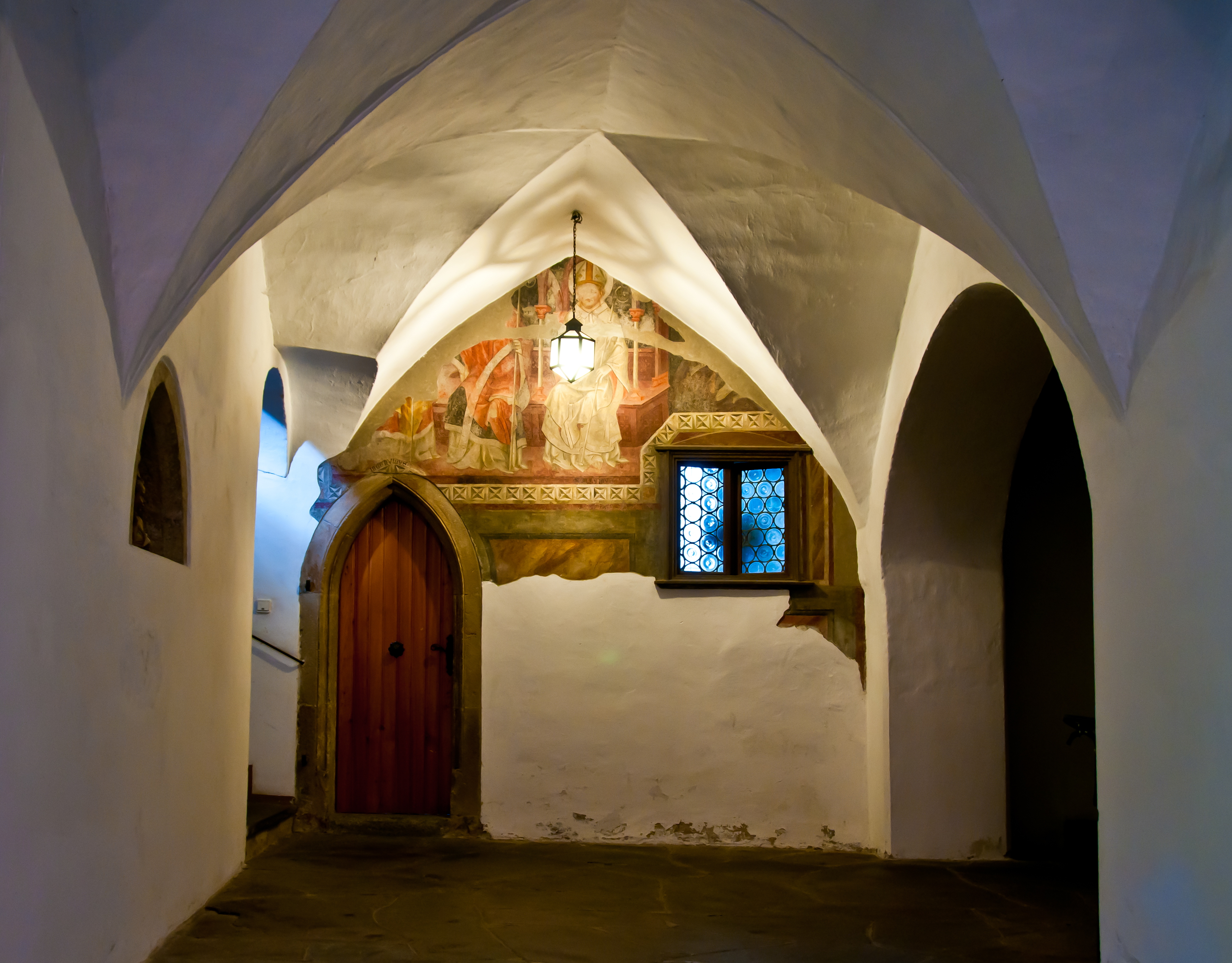
Entrata della cappella di Sant'Erardo, già di Sant'Ingenuino

Le prime notizie sull'esistenza della chiesa risalgono al 1221 circa, ma i frati francescani si erano insediati a Bolzano almeno dall'inizio del XII secolo. La preesistente cappella di Sant'Ingenuino, successivamente ridedicata a sant'Erardo, appartenente al capitolo del duomo di Bressanone, viene inglobata nel 1237 nel nuovo complesso in costruzione. La chiesa, comunque, viene edificata su un terreno di proprietà del vescovo di Bressanone. La chiesa viene danneggiata in un incendio nel 1291 e una effettiva ricostruzione si ha solamente nel 1348. Anche il coro viene ricostruito in quell'occasione. All'inizio del Trecento, inoltre, viene eretta la cappella della Vergine e poco dopo quella di San Giovanni, poi intitolata a sant'Anna. Nel 1358 è attestata nei documenti una cappella dedicata a san Giodoco (St.-Jodok-Kapelle) che in seguito scompare. Nel 1376 viene completato il campanile, edificato per donazione dei banchieri de' Rossi-Botsch.
L'interno della chiesa subisce alcune modifiche durante il Quattrocento: le tre navate vengono coperte da volte reticolate verso il 1450 e le pareti vengono affrescate, in particolare nel secolo successivo. Anche le volte del chiostro vengono rifatte in questo periodo. Nel 1500 viene installato l'altare della Natività di Hans Klocker. Verso i primi anni del Seicento i francescani, con l'intento di aggiornare la decorazione del chiostro, chiamano a Bolzano da Roma il pittore tedesco Ludwig Pfendter che giunge con uno stuolo di aiutanti per adempiere all'incarico. Fortemente contestato dai pittori locali, che temevano la concorrenza, viene costretto entro poco tempo ad abbandonare Bolzano, lasciando incompleta la decorazione delle volte dei lati sud e nord del chiostro. I nuovi affreschi, comunque, non avranno molta fortuna e verranno in parte ricoperti da affreschi settecenteschi.
Nel 1616 viene costruito l'organo con le ante dipinte da Georg Vischer, raffigurante le Storie di Gesù Bambino. Verso il 1680 vengono aggiunte le cappelle laterali sul lato sud.
Nella seconda metà dell'Ottocento la facciata viene rifatta in stile neogotico. La chiesa subisce ingenti danni durante i bombardamenti della seconda guerra mondiale. La chiesa viene in seguito riparata, ma molti degli affreschi vanno perduti. Per contro, emergono cinque sepolcri di nobili di Greifenstein e di Rafenstein risalenti al Trecento. L'ultimo importante restauro risale al 1992.

## Descrizione

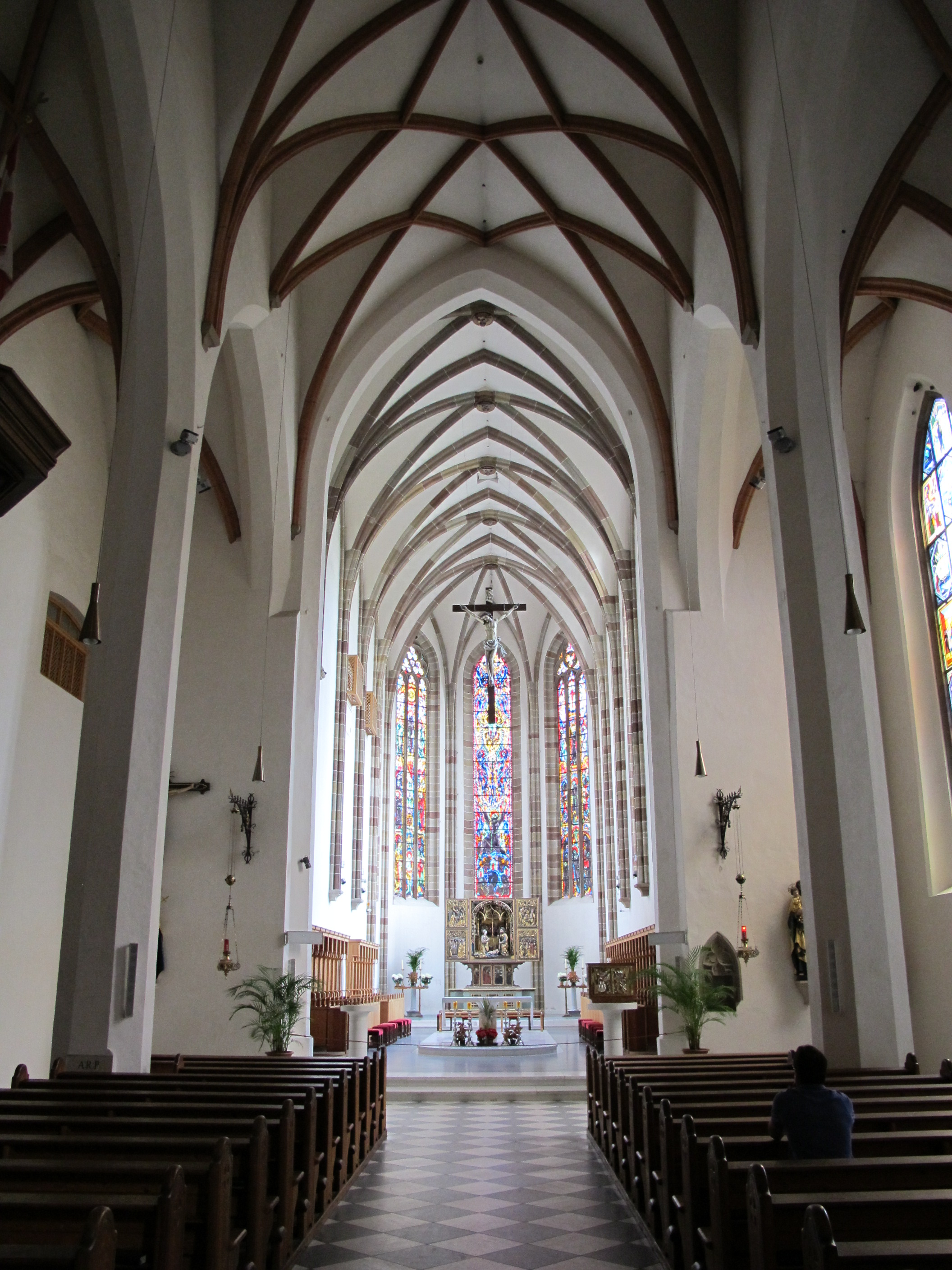
Veduta dell'interno.

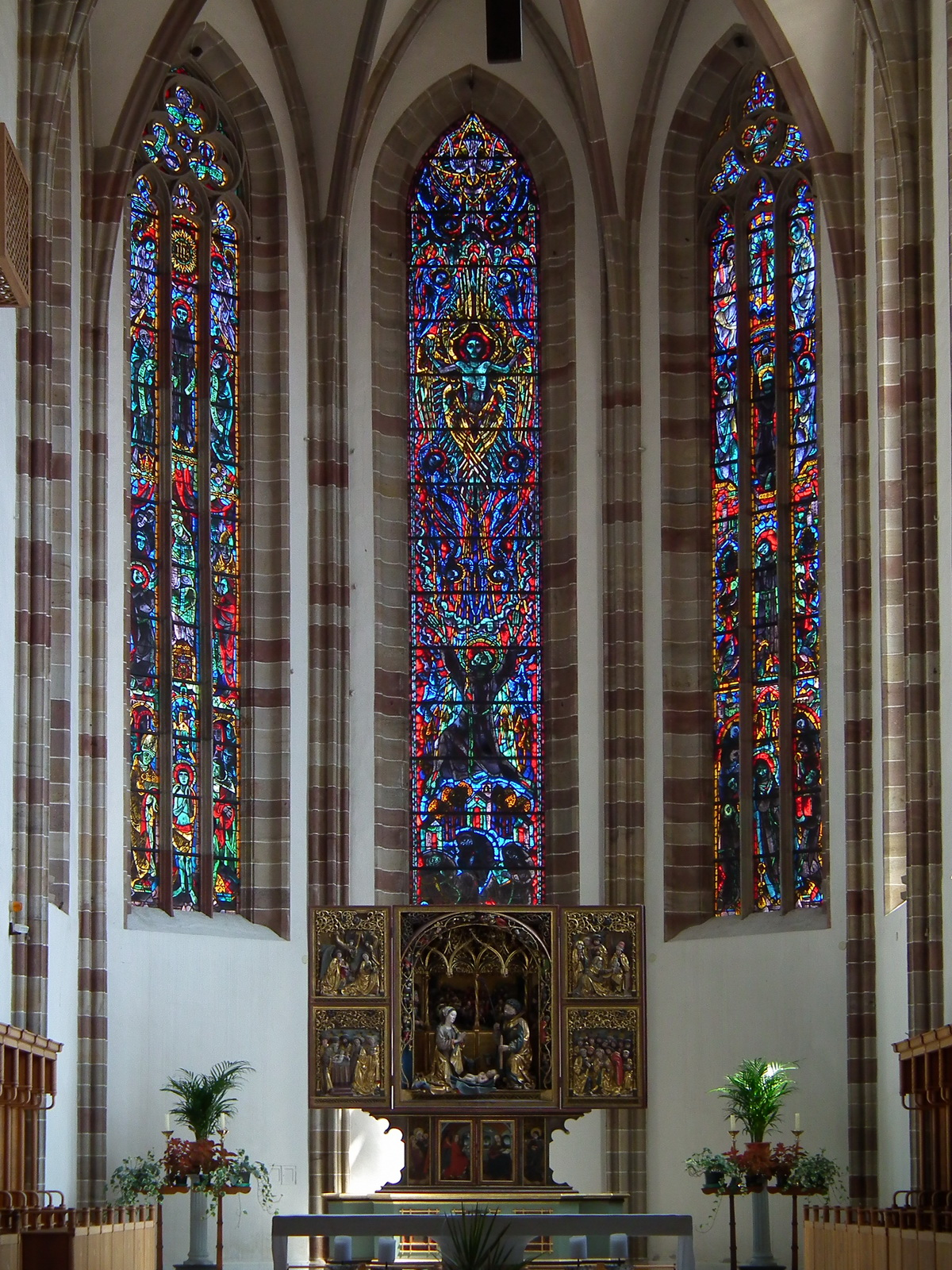
Il coro.

Esternamente, la chiesa si presenta con la facciata in stile neogotico assunto nella seconda metà dell'Ottocento, comunque molto semplice e con chiari rimandi all'architettura tradizionale locale. Gli spioventi molto inclinati del tetto conferiscono alla facciata un notevole accenno verticale. Al centro, in basso, si apre il portale d'ingresso alla chiesa, sormontato più in alto da un rosone. Siccome il complesso è collocato un paio di metri al di sotto dell'odierno piano stradale, per accedervi bisogna scendere una breve scalinata.
I fianchi della chiesa mantengono invece l'aspetto originale, con le sporgenze delle cappelle aggiunte nel tempo. In particolare nella zona del presbiterio e dell'abside poligonale, si possono osservare gli alti finestroni gotici, con vetrate di Josef Widmoser (1911-1991) del 1954 che illuminano l'interno, e il campanile di 44 metri d'altezza.
All'interno, la chiesa è impostata su una pianta a tre navate senza transetto, con un profondo presbiterio concluso da un'abside poligonale. Le volte a crociera innalzate nel Quattrocento, attraversate da una fitta maglia di costoloni come da collaudata tradizione dell'architettura gotica, conferiscono all'interno, già di per sé stretto e alto, un forte accenno verticale. I pilastri divisori fra le tre navate sono invece di pianta ottagonale, molto semplici. La maggior parte di queste strutture, comunque, risale alle riparazioni del secondo dopoguerra e non sono molte le parti originali. Le pareti, oltretutto, sono tutte bianche, quando invece erano state completamente affrescate prima nel Trecento e poi, più largamente, nel Cinquecento. Molti più affreschi, risalenti al Quattrocento, si sono fortunatamente conservati nell'antica cappella di Sant'Erardo, annessa alla chiesa. La navata settentrionale della chiesa è coperta dal cosiddetto "fregio dei dottori" (Doktorenfreies) che ritrae gli studiosi più eminenti dei minoriti, quali Bonaventura o Duns Scoto - di 35 figure originarie ne esistono tuttora 21,  inquadrate in una successione di archetti polilobati su pilastrini.. Nel presbiterio sono posti gli stalli lignei del coro, mentre nell'abside spiccano le tre alte monofore decorate da vetrate, il tutto coperto nuovamente da fitte volte a crociera.

### L'altare della natività

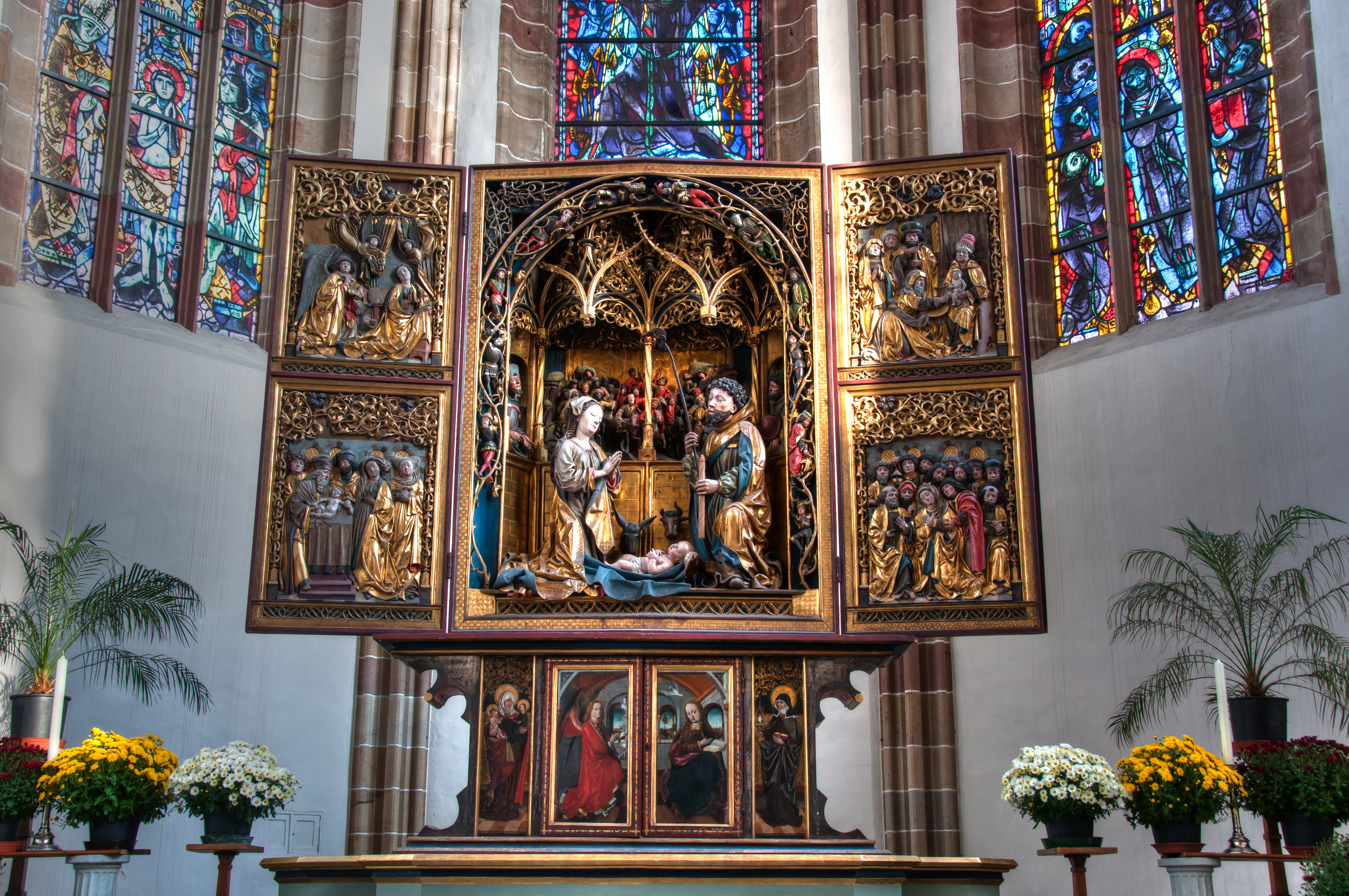
LAltare della Natività di Hans Klocker.

Fra le varie opere minori conservate nella chiesa spicca notevolmente l'altare maggiore, opera di inizio Cinquecento di Hans Klocker e dedicato alla Natività di Gesù. Si tratta di un complesso ligneo di stile ricorrente per l'epoca di costruzione: un largo basamento sostiene un più stretto piedistallo, sul quale si imposta il corpo centrale dell'altare costituito da un vano coperto dotato di ante, in modo da poter essere chiuso. Nel vano, mediante statue sempre lignee, è riprodotta la scena della Natività, mentre sia sulle ante, fronte e retro, sia sul piedistallo inferiore sono posti riquadri raffiguranti scene affini sul tema della Sacra Famiglia. L'opera, di altissimo valore storico e artistico, è considerata una delle più insigni opere d'arte gotica conservate a Bolzano.

### Il chiostro

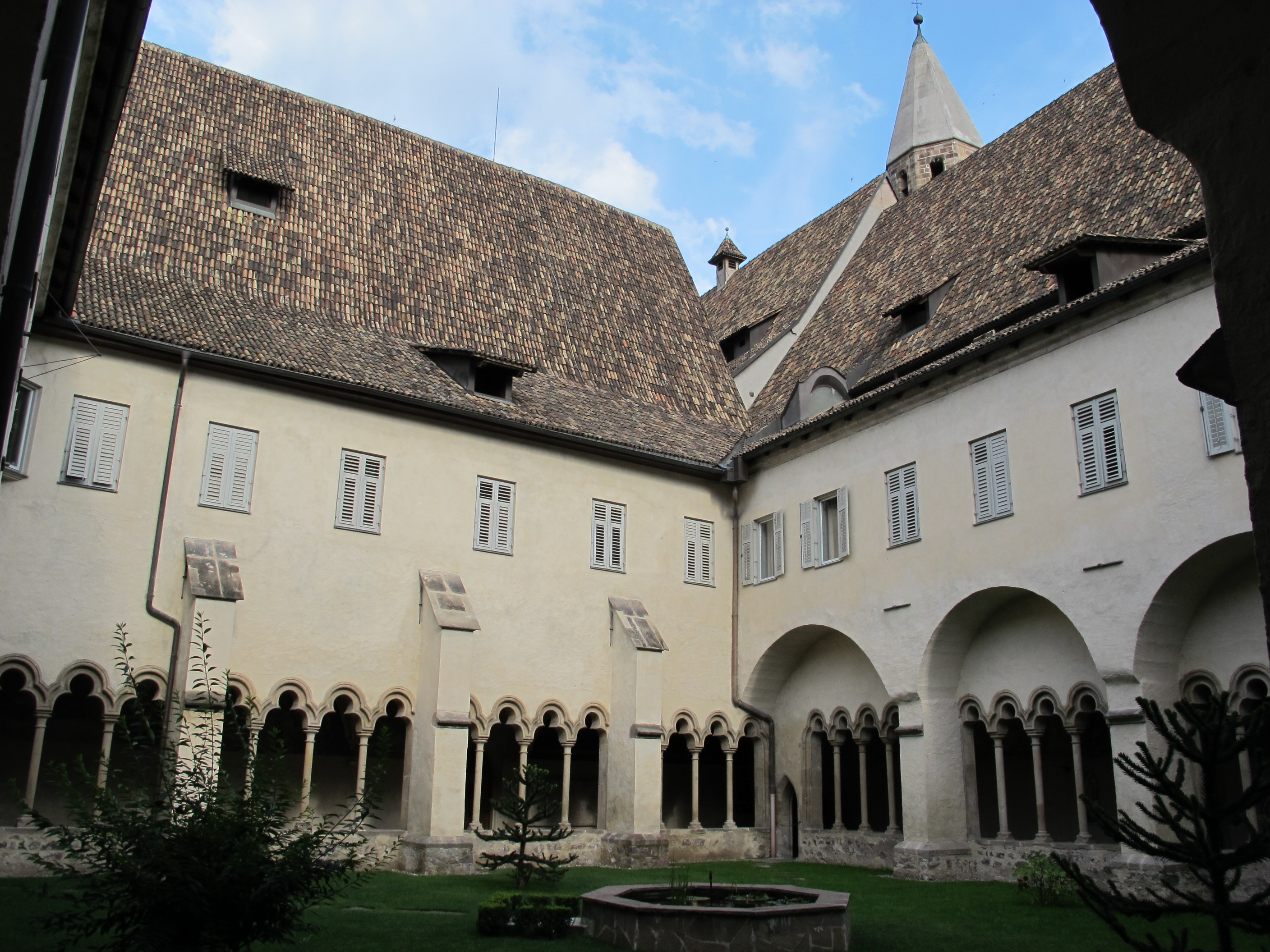
Il chiostro.

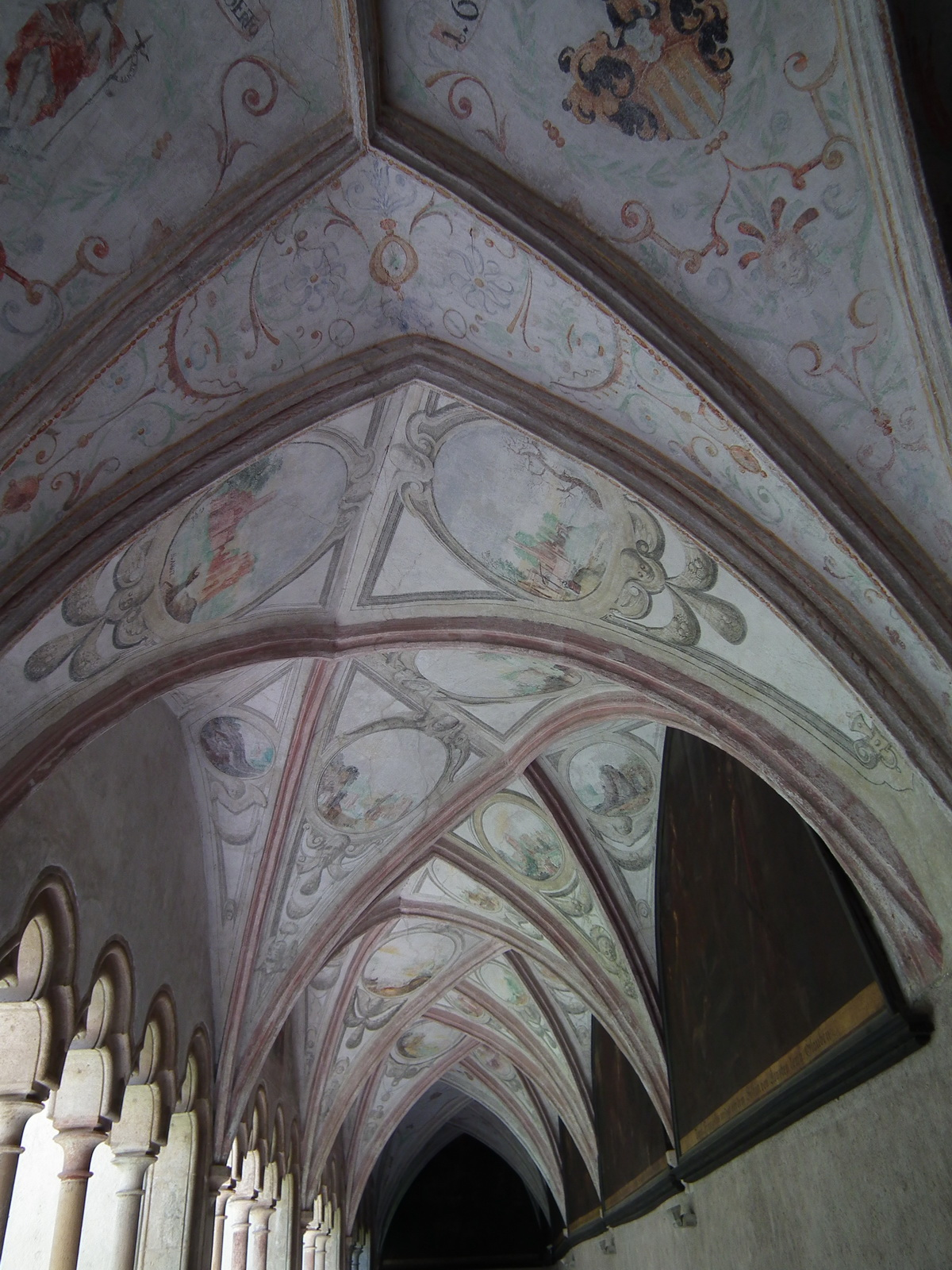
Le volte del chiostro.

Il chiostro del convento, risalente al Trecento, è in stile gotico con archi gotici trilobati, il tutto decorato da un prezioso ciclo di affreschi della prima metà del Trecento di scuola giottesca, anche se spesso frammentario. È inoltre visibile il parziale intervento seicentesco di Ludwig Pfendter e le successive aggiunte settecentesche.